# HEW Cyclassics 2004
La HEW Cyclassics 2004 fou la 9a edició de la cursa ciclista HEW Cyclassics. Es va disputar l'1 d'agost de 2004 sobre una distància de 250,3 quilòmetres, sent la sisena prova de la Copa del Món de ciclisme de 2004. El vencedor fou l'australià Stuart O'Grady (Cofidis), que s'imposà a l'esprint a Paolo Bettini i Igor Astarloa.

## Resultats
|    | Ciclista              | Equip                            | Temps      |
| -- | --------------------- | -------------------------------- | ---------- |
| 1  | Stuart O'Grady (AUS)  | Cofidis                          | 5h 51' 59" |
| 2  | Paolo Bettini (ITA)   | Quick Step-Davitamon             | m. t.      |
| 3  | Igor Astarloa (ESP)   | Lampre                           | m. t.      |
| 4  | Óscar Freire (ESP)    | Rabobank                         | m. t.      |
| 5  | Gerben Löwik (PBA)    | Chocolade Jacques Wincor-Nixdorf | m. t.      |
| 6  | Davide Rebellin (ITA) | Team Gerolsteiner                | m. t.      |
| 7  | Erik Zabel (GER)      | T-Mobile                         | m. t.      |
| 8  | Fabrizio Guidi (ITA)  | Team CSC                         | m. t.      |
| 9  | Andrej Hauptman (SLO) | Lampre                           | m. t.      |
| 10 | Paolo Bossoni (ITA)   | Lampre                           | m. t.      |